# Bravados
Pour plus de détails, voir Fiche technique et Distribution.
Bravados (The Bravados) est un film américain réalisé par Henry King et sorti en 1958.

## Synopsis
Jim Douglass, patron d'un ranch, traque quatre bandits en fuite qui ont été vus près de son ranch en son absence lorsque sa femme (mère d'une petite fille) fut violée et assassinée et leurs économies volées. Il retrouve six mois plus tard les quatre hommes, deux blancs (Bill Zachary, Ed Taylor), un métis (Alfonso Parral) et un Indien (Carlos Lujan), dans la prison d'une petite ville où l'on dresse la potence pour les pendre le lendemain. Jim va les voir dans leur cellule et tente, sans succès, de deviner lequel est l'assassin de sa femme. Entre-temps, le bourreau est arrivé en ville et propose à Jim, également sans succès, de boire un verre avec lui. Jim rencontre une ancienne amie, Josefa Velarde (Joan Collins), qui est toujours amoureuse de lui. Elle l'invite à venir à l'église pour la messe mais Jim, troublé, hésite à l'accompagner.
Tous les habitants se retrouvent à l'église pour la messe du soir. Jim entre en dernier tandis que le bourreau fume un cigare devant la porte. Le curé, que Jim avait connu autrefois, évoque le supplice du Christ et demande de prier pour les condamnés. Pendant ce temps, le bourreau, un imposteur complice des bandits, entre dans la prison, poignarde le shérif et fait évader les malfaiteurs, mais est tué dans la bagarre. Les bandits s'enfuient au galop en emmenant une jeune fille en otage. Les habitants, y compris Josefa et Jim, se lancent à leur poursuite. Jim Douglass abat deux des quatre fugitifs.
Les deux autres passent non loin du ranch de Jim et s'arrêtent chez un voisin, John Butler, pour se ravitailler. Butler tente de s'enfuir avec un sac : l'un des deux, Zachary, le tue tandis que l'autre, Carlos Lujan, s'empare du sac. Ils doivent abandonner leur otage et Josefa reste au ranch de Jim pour prendre soin d'elle. Jim franchit, seul, la frontière mexicaine, abat Zachary, puis retrouve le quatrième, l'Indien Lujan, qui cependant réussit grâce à sa femme, Angela, à le maîtriser. À sa grande surprise, Lujan se trouve être un bon larron, marié et père d'un bébé : il nie avoir commis un meurtre et s'il reconnaît le vol d'un sac d'or, appartenant à Jim, il dit l'avoir pris, non au ranch de Jim, mais dans la main de Butler, déjà mort, ce qui était exact. Jim se rend alors compte que les quatre repris de justice n'étaient pas les assassins et qu'il s'était laissé manipuler par le vrai coupable : Butler. C'est sur la base de son mensonge qu'il s'est lancé à la poursuite de quatre hommes avant de devenir le « juge, le jury et le bourreau » (selon ses propres mots en forme de repentance) de trois d'entre eux.
De retour en ville, Jim est accueilli en héros. Il avoue la vérité au curé qui le console en le félicitant - sans excuser son acte - de son repentir : Jim regrette d'avoir tué des malfaiteurs légalement condamnés à mort. Afin de lui permettre de soulager sa mauvaise conscience, le prêtre conseille à Jim la prière. Le vengeur repenti le recommande, à son tour, aux habitants lorsque ceux-ci l'acclament à la sortie de l'église. Josefa, elle, est prête à être une nouvelle mère pour la fille de Jim.

## Fiche technique
- Titre : Bravados
- Titre original : The Bravados
- Réalisation : Henry King
- Scénario : Philip Yordan, d'après le roman de Frank O'Rourke, The Bravados (1957)
- Décors : Mark-Lee Kirk, Lyle R. Wheeler
- Costumes : Charles Le Maire
- Photographie : Leon Shamroy
- Son : Bernard Freericks, Harry Maleonard, Hal Lombard
- Montage : William Mace
- Musique : Lionel Newman et, non crédités, Hugo Friedhofer et Alfred Newman
- Producteur : Herbert B. Swope Jr.
- Société de production : 20th Century Fox (États-Unis)
- Société de distribution : 20th Century Fox (États-Unis)
- Pays d'origine : États-Unis
- Langue originale : anglais
- Format : 35 mm — couleur par Deluxe — 2.35:1 CinemaScope — son 4 pistes stéréo (Westrex Recording System)
- Genre : western
- Durée : 98 minutes
- Date de sortie :
  - États-Unis : 25 juin 1958
- Affiche : Boris Grinsson (France)

## Distribution
- Gregory Peck (VF : Marc Valbel) : Jim Douglass
- Joan Collins (VF : Nadine Alari) : Josefa Velarde
- Stephen Boyd (VF : Lucien Bryonne) : Bill Zachary
- Albert Salmi (VF : Claude Bertrand) : Ed Taylor
- Henry Silva (VF : Michel Roux) : Carlos Lujan
- Kathleen Gallant (VF : Arlette Thomas) : Emma Steimmetz
- Barry Coe (en) (VF : Serge Lhorca) : Tom
- George Voskovec : Gus Steimmetz
- Herbert Rudley (VF : Jean Violette) : le shérif Sanchez
- Lee Van Cleef (VF : Jacques Beauchey) : Alfonso Parral
- Andrew Duggan (VF : Georges Aminel) : le prêtre
- Ken Scott (VF : Pierre Leproux) : Primo, l'adjoint du shérif
- Gene Evans (VF : Jean Clarieux) : John Butler
- Jack Mather (VF : Pierre Morin) : Quinn, le forgeron (non crédité)
- Joe DeRita (VF : Raymond Rognoni) : Tuckley, le faux bourreau, M. Simms (non crédité)
- Jason Wingreen (VF : Maurice Dorleac) : l'employé de l'hôtel (non crédité)
- Juan García (VF : Serge Lhorca) : le garde du passage	(non crédité)
- Robert Griffin (VF : Jean-Paul Moulinot) : le banquier Loomis (non crédité)
- Alicia Del Lago : Angela Lujan, femme de Carlos Lujan (non créditée)
- Maria Gracia : Helen, la fille de Jim Douglass (non créditée)
- Et la chorale des Niños Cantores de Morelia

## Tournage

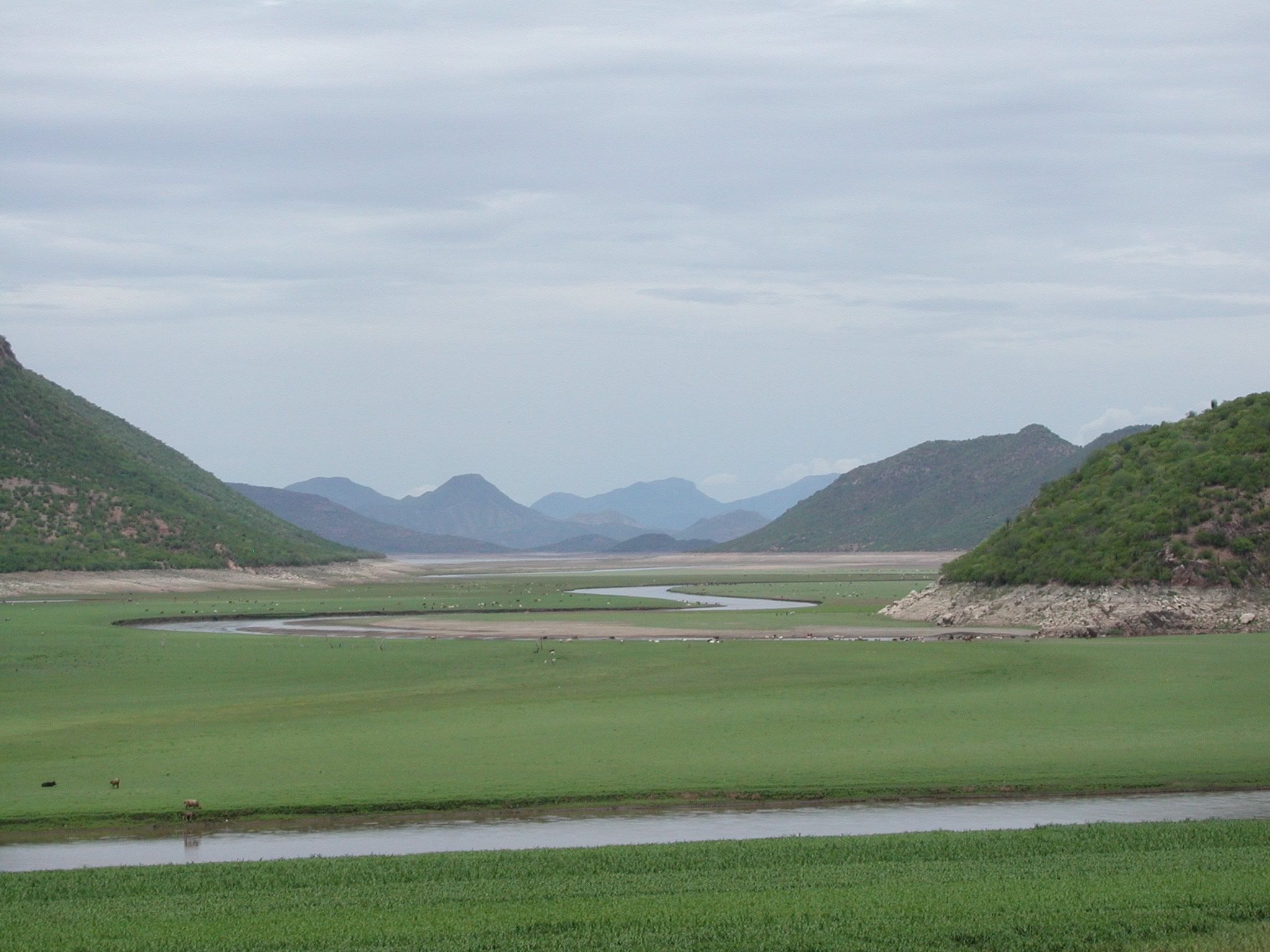
Tournage extérieur dans l'État de Michoacán

- Période prises de vue : fin janvier à début avril 1958[1].
- Extérieurs au Mexique : Guadalajara (Jalisco) et à Morelia, Pátzcuaro, Uruapan et dans la montagne San José Purúa (Michoacán)[1].

## Chanson
En 1962, le chanteur français John William a interprété la chanson éponyme Les Bravados résumant le thème du film : « quatre hommes, les bravados et desperados, en fuite sous le soleil, ne verront jamais le ciel... poursuivis depuis longtemps par un étranger... Certains d'entre eux vont mourir par erreur, atteints par un fusil vengeur... Un seul survivra demain... Ils n'ont pas tué, pourtant ils vont payer... C'est le prix du sang. Pour cet étranger, les bons sont les méchants ».

## Distinction

### Récompense
- National Board of Review 1958 : prix du meilleur acteur dans un second rôle à Albert Salmi.

## Thème et contexte
L'acteur principal Gregory Peck, aux idées libérales, déclara avoir tourné ce film en réaction au maccarthysme et à la justice sommaire qu'il engendrait : à chaque fois qu'il retrouvait un homme, Jim Douglas faisait les questions et les réponses en leur montrant la photographie de sa femme, et en ignorant leurs dénégations.
Plus profondément le film s'inscrivait dans une nouvelle lignée du genre, le « sur western » amorcé en 1943 et 1944 par William A. Wellman dans L'Étrange Incident (dénonciation de la justice expéditive) et dans Buffalo Bill (réhabilitation de l'Indien), poursuivi par Delmer Daves, Anthony Mann, Nicholas Ray, Budd Boetticher, Henry King lui-même dans La Cible humaine. Ces réalisateurs entendaient rompre avec le classicisme du film d'action opposant sans nuance et en toute bonne conscience les cow-boys et shérifs au grand cœur, aux hors-la-loi et aux Indiens.
Ici ce sont la justice expéditive et le manichéisme entre bons cow-boys et méchants hors-la-loi qui sont contestés. Jim Douglass est un héros complexe, à mi-chemin entre le bien et le mal. Les codes du genre sont renversés. Jim applique sans le vouloir une loi urbaine à laquelle il n'a pourtant jamais cru, et qui lui vaut les acclamations finales de la ville. De même, un des quatre hors-la-loi, Zachary, exécute, sans le savoir, le véritable assassin, John Butler.
Immédiatement après Zachary va violer (mais sans la tuer) sa prisonnière. Un peu plus tard au moment du troisième face à face mortel avec Douglass, dans un restaurant mexicain on voit Zachary au contraire offrir une consommation à une femme. À la fin il s'en faut ensuite de peu pour que Jim imite Butler, en semant la mort dans une famille innocente. Ainsi le quatrième repris de justice, Carlos Lujan indien très pauvre, est marié et père d'un bébé. C'est sa femme, Angela, qui neutralise Jim en l'assommant. Ce sont la mansuétude, la curiosité de Lujan et son vol d'une bourse sur le cadavre de Butler qui permettent au "héros" de découvrir la tragique vérité. Butler était sans doute frustré par la misère, la solitude et l'absence de femmes. Mais il a pendant six mois tiré les ficelles de la vengeance fautive de Jim Douglass. 
Du moins ce dernier, comme le remarque le prêtre à la fois ami et confesseur, ne se cherche-t-il pas une fois revenu dans la ville une excuse dans la légalité de son action contre des repris de justice tout récemment condamnés à mort après avoir été jugés régulièrement. Pour se racheter et retrouver son équilibre Jim doit désormais vivre dans la prière ; ce qu'il conseille également à la population qui l'acclame, à sa sortie de l'église. On relève aussi qu'il ne porte plus de ceinture de revolver. Carlo et Angela Lujan, pour discuter sereinement mais fermement avec lui, l'avaient seulement privé de son arme à feu.